# Platystomum scabridisporum
Platystomum scabridisporum är en svampart som beskrevs av Abdel-Wahab & E.B.G. Jones 2000. Platystomum scabridisporum ingår i släktet Platystomum och familjen Lophiostomataceae.   Inga underarter finns listade i Catalogue of Life.